# Joe Heinrich

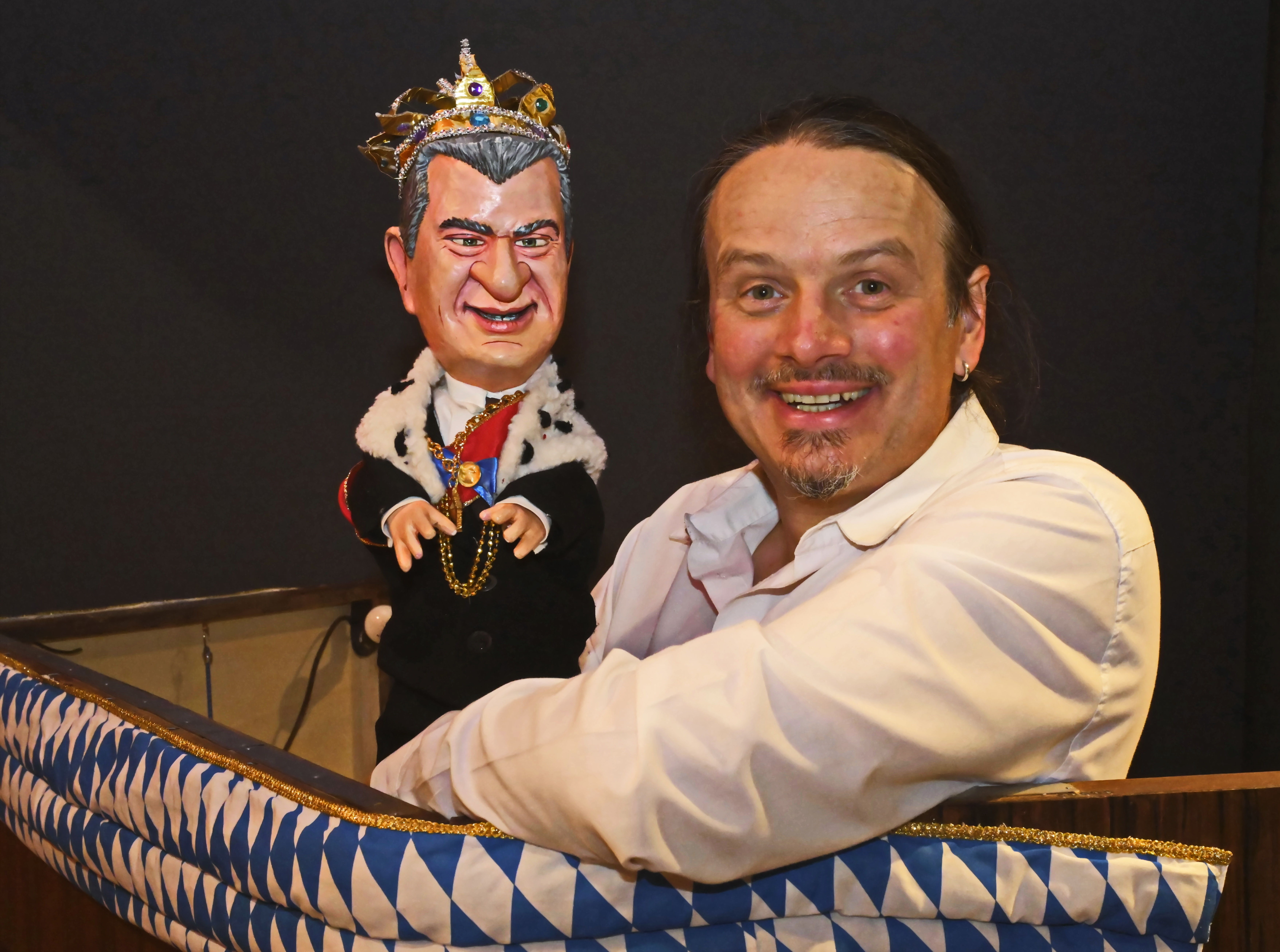
Joe Heinrich, 2021

Joe Heinrich, eigentlich Yorick Thomas Henry (* 1976 in Edinburgh, Schottland), ist ein schottischer Autor und Comiczeichner. Obwohl gebürtiger Schotte, ist er ein Vertreter der deutschen Funny-Comicsparte und lässt häufig bekannte Persönlichkeiten als Comicfiguren in seinen Geschichten agieren.

## Leben
Yorick Henry wuchs zunächst in Schottland auf. 1984 kam er mit seinen Eltern nach Deutschland und studierte von 1995 bis 1999 Grafikdesign in München. Während der Studienzeit begann er mit Cartoons für Werbeagenturen sowie Storyboards für kleine Filmproduktionen und dem Entwerfen von Charakterfiguren für Animationsfilme. 1997 startete er als Autor und Zeichner Joe Heinrich mit dem ersten Comicheft Bleifuss – Typen, Faxen, Sensationen. Seit 2010 tritt er, der heute in München lebt, ausschließlich als Komiker und Kabarettist, Puppenspieler und Puppenbauer in Erscheinung, unter anderem für das Bayerische Fernsehen.

## Werk
Joe Heinrich schrieb und zeichnete 15 Comics mit über 2000 Comicstrips. Seine Comics wurden mit einigen freien Mitarbeitern in seinem Comicstudio bis zur Druckstufe produziert. Zu seinen bekanntesten Comics gehört der Rennsportcomic Bleifuss, neun Bände erschienen im Ehapa Verlag (1997–1999), sowie der Die-Ludolfs-Comic Die Ludolfs und der Fluch des Tut Nich Imun (bei Preview-Production) und aktuell der erste Horst-Schlämmer-Comic Horst Schlämmer und der Rummelhenker Hackepeter, erschienen im Piper Verlag (2009). Sein Comic Skit Row ist ein Wimmelbilderbuch, das bisher aus einer einzigen, 20 cm hohen und bis jetzt 1300 cm langen Zeichnung besteht und als Tagebuch und Lebenswerk stets von ihm erweitert wird.

## Auszeichnungen
- 2016: Salzburger Sprößling, 2. Platz
- 2024: Krefelder Krähe[2]
- 2025: St. Prosper Kabarettpreis, 2. Platz[3]